# Pampero-Pass
Der Pampero-Pass ist ein etwa 750 m hoher Gebirgspass an der Grenze zwischen der Fallières-Küste des Grahamlands und der Rymill-Küste des Palmerlands auf der Antarktischen Halbinsel. Er verläuft in nord-südlicher Richtung zwischen Mount Edgell und dem Mistral Ridge. Der Pass ist eine geeignete Schlittenroute zwischen dem Wordie-Schelfeis und dem Eureka-Gletscher.
Das UK Antarctic Place-Names Committee benannte ihn 1977 nach dem Pampero, einem oft stürmischen Südwestwind aus den argentinischen Anden.